# Thibaut I của Navarra
Thibaut I của Navarra (tiếng Pháp: Thibaut Ier de Navarre, tiếng Tây Ban Nha: Teobaldo I de Navarra; 30 tháng 5, 1201 - 8 tháng 7, 1253), còn được gọi là Thibaut IV xứ Champagne (tiếng Pháp: Thibaut IV de Champagne), Thibaut Thi nhân (tiếng Pháp: Thibaut le Chansonnier hay Thibaut Di tử (tiếng Pháp: Thibaut le Posthume), là Bá tước xứ Champagne ngay từ khi sinh ra và là Vua của Navarra từ năm 1234. Ông khởi xướng Cuộc Thập tự chinh Nam tước và là người Pháp đầu tiên cai trị vương quốc Navarra. Ngoài ra, ông còn được biết đến như là một thi sĩ nổi tiếng đương thời, nhiều bài ngâm của ông đến nay vẫn còn tồn tại, bao gồm cả một số bài hát có giai điệu nhạc rõ ràng.

## Cai quản xứ Champagne

### Nhiếp chính Champagne
Thibaut sinh ra ở Troyes, là con trai của Bá tước Thibaut III xứ Champagne và công chúa Blanca của Navarra, con gái út của vua Sancho VI của Navarra. Cha của ông qua đời chưa đầy một tuần trước khi ông được sinh ra, điều đó khiến mẹ ông, phu nhân Blanca cai trị xứ Champagne với tư cách nhiếp chính cho đến khi Thibaut tròn 21 tuổi vào năm 1222.
Giai đoạn đầu đời của Thibaut gặp phải vô số khó khăn. Chú của ông, Bá tước Henri II xứ Champagne, đã để lại một khoản nợ lớn, khoản nợ này còn lâu mới trả hết khi cha của Thibaut qua đời. Hơn nữa, quyền kế vị của Thibaut bị thách thức bởi con gái của Henri là Philippa và chồng của cô, Bá tước Érard xứ Brienne-Ramerupt, một trong những quý tộc quyền lực hơn cả xứ Champagne.
Xung đột của mẹ con ông với Érard và Philippa đã bùng phát thành chiến tranh công khai vào năm 1215 với tên gọi Chiến tranh Kế vị Champagne. Mãi đến khi Thibaut trưởng thành vào năm 1222, ông đã chi một khoản lớn để mua lại quyền sở hữu của vợ chồng Érard ở xứ Champagne, và vào năm 1234, thêm một khoản lớn hơn nữa để được nhượng lại phần của Alix, em gái của Philippa.

### Xung đột thừa kế
Tuy nhiên, việc dàn xếp năm 1222 không chấm dứt được những tranh chấp của Thibaut. Trong những năm sau đó, ông tiếp tục xung đột với Louis VIII về các chính sách hạn chế mà vị vua mới đã cố gắng thực thi đối với người Do Thái ở Pháp. Trong cuốn sách Etablissement sur les Juifs của mình ngày 8 tháng 11 năm 1223, Louis VIII tuyên bố rằng lãi suất đối với các khoản nợ của người Do Thái sẽ không còn tốt nữa (mặc dù đồng thời nó cũng ra lệnh rằng vốn phải được hoàn trả cho người Do Thái trong ba năm), rằng các khoản nợ đến hạn của người Do Thái nên được ghi lại và đặt dưới sự kiểm soát của các lãnh chúa của họ. Các lãnh chúa sau đó đã thu các khoản nợ cho người Do Thái, và chắc chắn nhận được một khoản tiền hoa hồng. 26 nam tước đã chấp nhận các thi hành mới của Louis VIII, nhưng Thibaut thì không, vì ông đã có một thỏa thuận với người Do Thái nhằm đảm bảo sự an toàn của họ để đổi lại thu nhập thêm thông qua thuế. Thibaut và mẹ của ông đã dựa vào khoản thu nhập phụ này trong Chiến tranh Kế vị mà ông đang bị lép vế. Thủ phủ của Champagne tại Troyes là nơi Rashi đã sống một thế kỷ trước, và xứ Champagne tiếp tục có một dân số Do Thái thịnh vượng. Việc Thibaut từ chối ban hành các chính sách đối kháng mới của Louis VIII đối với người Do Thái đã làm gia tăng mối thù địch ngày càng lớn giữa hai người.
Trong cuộc bao vây Avignon vào năm 1226, một phần của cuộc Thập tự chinh Albigensian, do bất đồng với nhà vua, Thibaut chỉ thực hiện nghĩa vụ tối thiểu là 40 ngày và sau đó về nước. Thật không may, Louis VIII qua đời vì bệnh kiết lỵ ngay sau khi ông rời đi, khiến một số người buộc tội Thibaut phản bội. Tình trạng chính trị của Thibaut gặp nhiều khó khăn: ông đã từ bỏ nhà vua trong các chiến dịch của mình, có tin đồn rằng ông đã đầu độc Louis, và ông bị cấm tham gia lễ đăng quang đăng quang của vua mới Louis IX (mẹ Louis IX là Blanca của Castilla đã đi thay thế). Vào đầu thời kỳ nhiếp chính của Blanca, ông đã từ bỏ một âm mưu chống lại nhà vua Pháp, trong đó có cả Hugues X xứ Lusignan và Pierre I xứ Bretagne, và củng cố mối quan hệ chặt chẽ với vương hậu nhiếp chính.
Tin đồn mạnh mẽ bắt đầu lan truyền rằng Thibaut đang ngoại tình với góa phụ của Louis VIII, nhiếp chính Blanca, người mà ông đã sáng tác một bài thơ để tỏ lòng kính trọng. Vương hậu Blanca và cha của Thibaut, Thibaut III xứ Champagne, đều là cháu của Eleanor xứ Aquitaine. Nhà biên niên sử đầu tiên ghi chép những tin đồn về mối tình giữa Thibaut và Blanca là Roger xứ Wendover. Wendover tuyên bố rằng Thibaut, "bị dày vò bởi đam mê" dành cho vương hậu nên đã cố gắng đầu độc vua Louis VIII trong cuộc bao vây Avignon. Matthew Paris kể thêm một câu chuyện kể rằng các nhà quý tộc Pháp đã khích vị vua Louis IX trẻ tuổi thách đấu với Thibaut trong một trận đấu tay đôi để trả thù cho cái chết của cha mình, nhưng đã bị Blanca ngăn cản. Thibaut ngày càng trở nên có ảnh hưởng tại triều đình, và gây nên bất bình ở các bá tước lớn khác của Pháp. Có thể những tin đồn về quan hệ tình cảm với vương hậu thực sự là vô căn cứ, và chỉ là bịa đặt bởi các nam tước khác ghen tị với vị trí của ông trong triều đình. Nói chung, các nam tước thù địch với xứ Champagne vốn manh nha từ Chiến tranh Kế vị, và giờ đây đã trở thành một đối thủ lớn của ông.
Cho dù ra sao, các nam tước khác không ủng hộ ông đã xâm chiếm Champagne từ năm 1229-1230. Trớ trêu thay, các liên minh trong cuộc xâm lược đã đảo ngược sự sắp xếp mà họ đã có trong Chiến tranh Kế vị: Bá tước Henri II xứ Bar tấn công Champagne từ phía đông, khiến Thibaut liên minh với Lorraine tấn công xứ Bar. Simon xứ Joinville, người đã chiến đấu cho phe nổi dậy trong Chiến tranh Kế vị, giờ đã liên minh với Thibaut để chống lại mối đe dọa từ bên ngoài, và hỗ trợ ông trong cuộc tàn phá Bar, ở biên giới phía bắc của vùng đất của Joinville. Thật không may, cuộc xung đột với xứ Bar đã thúc đẩy Công quốc Bourgogne hùng mạnh hơn xâm lược Champagne từ phía nam, do Công tước Hugues IV xứ Bourgogne lãnh đạo (cha ông, Eudes III xứ Bourgogne, lại là đồng minh trung thành của vương hậu Blanca, đã qua đời vào năm 1218). Điều này khiến vương hậu Blanca phải can thiệp để ngăn chặn sự lan rộng của cuộc xung đột.
Thibaut có thể đẩy lùi những kẻ tấn công, nhưng ông phải trả giá rất đắt. Nền kinh tế của Champagne đã kiệt quệ vì hai cuộc chiến tranh lớn này, cũng như các khoản nợ thập tự chinh của cha và chú của Thibaut, đến nỗi ông phải bán bớt quyền cai trị của các lãnh địa bá tước phía tây Paris mà tổ tiên ông nắm giữ trước khi mở rộng về phía đông đến Champagne: Blois , Sancerre và Chateaudun. Một cú sốc tinh thần khác xảy ra với ông gần khi bắt đầu cuộc xâm lược năm 1229, khi mẫu thân của ông là Blanca của Navarra qua đời vì bệnh khi nghỉ hưu tại tu viện Argensolles. Hơn nữa, người vợ thứ hai của Thibaut là Agnes ở Beaujeu đột ngột qua đời vào năm 1231, để lại Thibaut chỉ có đứa con gái 5 tuổi của họ, Blanche. Điều này khiến bá tước xứ Champagne cần một người thừa kế nam giới, khiến Thibaut tái hôn vào năm 1232 với Margaret xứ Bourbon. Tình hình trở nên nghiêm trọng hơn vào năm 1233, khi con gái lớn của Henry II là vương hậu Alice của Síp đe dọa sẽ tái diễn cuộc chiến tranh kế vị của phe thiểu số Thibaut IV một lần nữa. Thibaut IV đã có thể trả nợ cho Alice để khiến bà ta từ bỏ yêu cầu của mình, nhưng khoản chi lớn này khiến ông càng mắc nợ.

## Cai trị Navarra
Theobald kế vị chú của mình là Sancho VII của Navarra làm Vua của Navarra. Theobald đã có mặt ở Pamplona vào thời điểm Sancho qua đời và ông ngay lập tức khẳng định vị thế của mình với vương quốc. Điều này đã làm tăng đáng kể tài nguyên của ông (chưa kể đến uy tín của ông), và những năm cầm quyền còn lại của ông đã trở nên yên bình và thịnh vượng hơn rất nhiều. Các lãnh chúa và nam tước của miền Bắc nước Pháp xung đột với Theobald IV vào năm 1229 cũng không khiến ông lo sợ khi nhận ra rằng với tư cách là vị vua mới của Navarra, vị trí của ông quá mạnh để có thể thách thức.

### Chính sách đối nội và đối ngoại
Với tư cách là vua, Theobald đã ký kết các hiệp ước với Vương miện xứ Castile và của Aragon, và Vương quốc Anh. Ông giao phần lớn chính quyền cho quý tộc Champagne và chia Navarra thành bốn quận mới dựa trên chức năng tài chính và duy trì trật tự công cộng. Ông bắt đầu việc soạn thảo luật pháp ở Cartulario Magno và ghi lại trên giấy tờ các truyền thống của người Navarra được gọi là Fuero General, nhưng bản thảo không được ghi chép một cách có hệ thống cho đến thời điểm đó và tiếp tục tuân theo các truyền thống cổ được sử dụng trên các quận khác nhau của vương quốc.
Để có được sự ủng hộ của vương quốc Castile, ông đã để con gái mình là Blanche đính hôn với Alfonso X. Theo hiệp ước hôn nhân, Ferdinand III của León đề nghị cai quản các vùng đất của Guipúzcoa chừng nào Theobald còn sống, nhưng không phải của Álava và Navarra vì các vị vua đã tuyên bố chủ quyền từ lâu. Nhưng với Guipúzcoa, ông sẽ có thể đi thẳng đến biển Cantabrian. Tuy nhiên, liên minh này đã không bao giờ có hiệu lực, vì nó có nghĩa là sự kết hợp của Navarra sẽ tạo ra như một mối thù của Castile. Năm tiếp theo, Theobald đính hôn cho con gái của mình với John I, Công tước xứ Brittany, con trai của đồng minh thập tự chinh thân cận Peter xứ Dreux.

### Cuộc Thập tự chinh của Nam tước
Đó là vào năm 1239, Theobald chỉ đạo một người chủ trì cuộc thập tự chinh đến Thánh địa. Về mặt quân sự, cuộc Thập tự chinh của Nam tước không huy hoàng, nhưng nó đã dẫn đến một số thành công nhất định về mặt ngoại giao. Ông đã dành nhiều thời gian để nghỉ dưỡng ở Acre (nơi ông đã viết một bài thơ cho vợ mình) trước khi chuyển đến Ascalon, nơi ông bắt đầu xây dựng một lâu đài. Trong khi hành quân của đội quân thập tự chinh đến Ascalon, một đội gồm 400 hiệp sĩ do Hugh xứ Burgundy, Henry xứ Bar và Amaury xứ Montfort chỉ huy đã chọn giao tranh với lực lượng Hồi giáo tại Gaza.Đội quân đã bị đánh bại trước khi lực lượng của Theobald đến giải cứu họ.
Theobald đã thương lượng với Ayyubids xứ Damascus và Ai Cập, những người có mâu thuẫn với nhau vào thời điểm đó phải hoàn tất một hiệp ước với bên trước (ở phía bắc) chống lại bên sau (ở phía nam), nhờ đó Vương quốc Jerusalem giành lại chính Jerusalem, cộng Bethlehem, Nazareth, và hầu hết vùng Galilê có nhiều lâu đài Templar, chẳng hạn như Belfort và Saphet.Ông cũng thương lượng một hiệp định đình chiến với người Ai Cập. Một số nguồn tin đương thời thậm chí còn ám chỉ rằng toàn bộ vùng đất giữa sông Jordan và Địa Trung Hải đã bị đưa trở lại tay quân thập tự chinh.
Có thể tranh luận rằng bao nhiêu phần trăm thành công cuối cùng của cuộc thập tự chinh (thành công nhất kể từ lần đầu tiên về mặt lãnh thổ) là do ý định của Theobald và phần còn lại chỉ là ngẫu nhiên. Ông trở về từ Palestine vào cuối năm 1240, trước khi Richard xứ Cornwall đến, vì ông không muốn có mặt trong bất kỳ cuộc thảo luận nào nữa về vai trò lãnh đạo và chỉ đạo của xí nghiệp. Những món quà lưu niệm mà ông mang về châu Âu bao gồm bông hồng có tên "Provins" (tên Latinh là rosa gallica 'officinalis', Apothecary's Rose) từ Damascus, ông vận chuyển nó "trong mũ bảo hiểm của ông"; một mảnh của thập tự giá thực sự; và có lẽ nho Chardonnay trong thời hiện đại là một thành phần quan trọng của rượu sâm banh.

### Xung đột với Giáo hội và những năm cuối đời

Một điều lệ nguyên vẹn và con dấu của Theobald xác nhận việc bán gỗ cho tu viện Saint-Denis.

Theobald đã dành phần lớn thời gian còn lại của triều đại mình nắm ngôi để đi du lịch nghỉ dưỡng qua lại giữa Navarra và Champagne. Ông có mâu thuẫn với giám mục của Pamplona, Pedro Jiménez de Gazólaz, người đã tổ chức một hội nghị cấp tỉnh vào năm 1250 để rút phép thông công cho ông. Ông từ chối trả lời trước các tòa án của Giáo hoàng, nhưng Giáo hoàng Innocent IV đã thừa nhận cho ông đặc ân của các vị vua: không ai có thể ra vạ tuyệt thông cho ông khi cứu Tòa thánh. Theobald qua đời tại Pamplona, khi trở về sau một trong những chuyến thăm Champagne. Ông được chôn cất tại Nhà thờ Pamplona. Ông được kế vị đầu tiên bởi con trai cả Theobald II và sau đó là con trai út Henry I.

## Kết hôn và hậu duệ
Theobald kết hôn ba lần. Ông kết hôn với Gertrude xứ Dagsburg vào năm 1220, và ly hôn với bà hai năm sau đó khi ông trưởng thành. Họ không có hậu duê.
Lần thứ hai vào năm 1222, ông kết hôn với Agnes xứ Beaujeu. Cuộc hôn nhân có ít nhất một hậu duệ:
- Blanche của Navarra

Agnes qua đời năm 1231. Theobald kết hôn lần thứ ba với Margaret xứ Bourbon. Theobald và Margaret có sáu hậu duệ:
- Eleanor (sinh 1233, chết trẻ)
- Peter (chết trẻ)
- Margaret, kết hôn năm 1255 với Frederick III, Công tước xứ Lorraine[8]
- Theobald II của Navarra,[2] kết hôn với Isabelle, con gái của Louis IX của Pháp[9]
- Beatriz, kết hôn với Hugh IV, Công tước xứ Burgundy[9]
- Enrique I của Navarra, kết hôn với Blanche xứ Artois[9]

Theobald đã có ít nhất hai cô con gái ngoài giá thú.
Với một tình nhân vô danh, ông có Agnes, người đã kết hôn với Álvar Pérez de Azagra, Lãnh chúa thứ 4 của Albarracín.
Với Marquesa López de Rada, con gái của Lope Díaz de Rada và Brunisende của Narbonne, ông có Marquesa Gil de Rada, người đã kết hôn với Pedro Fernández, nam tước Hijar, con trai ngoài giá thú của vua Jaime I của Aragon.

## Tổ tiên
| \| \| \| \| \| \| \| \| \| \| \| 8. Thibaut II xứ Champagne \| \| \| \| \| \| \| \| \| \| \| \| \| \| \| \| \| \| \| \| \| \| \| \| \| \| \| \| \| \| \| \| \| \| \| \| \| \| \| \| \| \| \| \| \| \| \| \| \| \| \| 4. Henri I xứ Champagne \| \| \| \| \| \| \| \| \| \| \| \| \| \| \| \| \| \| \| \| \| \| \| \| \| \| \| \| \| \| \| \| \| \| \| \| \| \| \| \| \| \| \| \| \| \| \| \| \| \| \| \| \| \| \| \| \| \| \| \| 9. Mathilde xứ Kärnten \| \| \| \| \| \| \| \| \| \| \| \| \| \| \| \| \| \| \| \| \| \| \| \| \| \| \| \| \| \| \| \| \| \| \| \| \| \| \| \| \| \| \| \| \| \| \| \| \| \| \| \| \| \| \| \| \| \| \| \| 2. Thibaut III xứ Champagne \| \| \| \| \| \| \| \| \| \| \| \| \| \| \| \| \| \| \| \| \| \| \| \| \| \| \| \| \| \| \| \| \| \| \| \| \| \| \| \| \| \| \| \| \| \| \| \| \| \| \| \| \| \| \| \| \| \| \| \| 10. Louis VII của Pháp \| \| \| \| \| \| \| \| \| \| \| \| \| \| \| \| \| \| \| \| \| \| \| \| \| \| \| \| \| \| \| \| \| \| \| \| \| \| \| \| \| \| \| \| \| \| \| \| \| \| \| \| \| \| \| \| \| \| \| \| 5. Marie của Pháp \| \| \| \| \| \| \| \| \| \| \| \| \| \| \| \| \| \| \| \| \| \| \| \| \| \| \| \| \| \| \| \| \| \| \| \| \| \| \| \| \| \| \| \| \| \| \| \| \| \| \| \| \| \| \| \| \| \| \| \| 11. Eleanor xứ Aquitaine \| \| \| \| \| \| \| \| \| \| \| \| \| \| \| \| \| \| \| \| \| \| \| \| \| \| \| \| \| \| \| \| \| \| \| \| \| \| \| \| \| \| \| \| \| \| \| \| \| \| \| \| \| \| \| \| \| \| \| \| 1. Thibaut I của Navarra \| \| \| \| \| \| \| \| \| \| \| \| \| \| \| \| \| \| \| \| \| \| \| \| \| \| \| \| \| \| \| \| \| \| \| \| \| \| \| \| \| \| \| \| \| \| \| \| \| \| \| \| \| \| \| \| \| \| \| \| 12. García Ramírez của Navarra \| \| \| \| \| \| \| \| \| \| \| \| \| \| \| \| \| \| \| \| \| \| \| \| \| \| \| \| \| \| \| \| \| \| \| \| \| \| \| \| \| \| \| \| \| \| \| \| \| \| \| \| \| \| \| \| \| \| \| \| 6. Sancho VI của Navarra \| \| \| \| \| \| \| \| \| \| \| \| \| \| \| \| \| \| \| \| \| \| \| \| \| \| \| \| \| \| \| \| \| \| \| \| \| \| \| \| \| \| \| \| \| \| \| \| \| \| \| \| \| \| \| \| \| \| \| \| 13. Marguerite de L'Aigle \| \| \| \| \| \| \| \| \| \| \| \| \| \| \| \| \| \| \| \| \| \| \| \| \| \| \| \| \| \| \| \| \| \| \| \| \| \| \| \| \| \| \| \| \| \| \| \| \| \| \| \| \| \| \| \| \| \| \| \| 3. Blanche của Navarra \| \| \| \| \| \| \| \| \| \| \| \| \| \| \| \| \| \| \| \| \| \| \| \| \| \| \| \| \| \| \| \| \| \| \| \| \| \| \| \| \| \| \| \| \| \| \| \| \| \| \| \| \| \| \| \| \| \| \| \| 14. Alfonso VII của Castila \| \| \| \| \| \| \| \| \| \| \| \| \| \| \| \| \| \| \| \| \| \| \| \| \| \| \| \| \| \| \| \| \| \| \| \| \| \| \| \| \| \| \| \| \| \| \| \| \| \| \| \| \| \| \| \| \| \| \| \| 7. Sancha của Castila \| \| \| \| \| \| \| \| \| \| \| \| \| \| \| \| \| \| \| \| \| \| \| \| \| \| \| \| \| \| \| \| \| \| \| \| \| \| \| \| \| \| \| \| \| \| \| \| \| \| \| \| \| \| \| \| \| \| \| \| 15. Berenguera xứ Barcelona \| \| \| \| \| \| \| \| \| \| \| \| \| \| \| \| \| \| \| \| \| \| \| \| \| \| \| \| \| \| \| \| \| \| \| \| \| \| \| \| \| \| \| |                                |  |  |  |  |  |  |  |  |                            |  |  |  |
| |                                |  |  |  |  |  |  |  |  | 8. Thibaut II xứ Champagne |  |  |  |
| |                                |  |  |  |  |  |  |  |  |                            |  |  |  |
| |                                |  |  |  |  |  |  |  |  |                            |  |  |  |
| |                                |  |  |  |  |  |  |  |  |                            |  |  |  |
| | 4. Henri I xứ Champagne        |  |  |  |  |  |  |  |  |                            |  |  |  |
| |                                |  |  |  |  |  |  |  |  |                            |  |  |  |
| |                                |  |  |  |  |  |  |  |  |                            |  |  |  |
| |                                |  |  |  |  |  |  |  |  |                            |  |  |  |
| | 9. Mathilde xứ Kärnten         |  |  |  |  |  |  |  |  |                            |  |  |  |
| |                                |  |  |  |  |  |  |  |  |                            |  |  |  |
| |                                |  |  |  |  |  |  |  |  |                            |  |  |  |
| |                                |  |  |  |  |  |  |  |  |                            |  |  |  |
| | 2. Thibaut III xứ Champagne    |  |  |  |  |  |  |  |  |                            |  |  |  |
| |                                |  |  |  |  |  |  |  |  |                            |  |  |  |
| |                                |  |  |  |  |  |  |  |  |                            |  |  |  |
| |                                |  |  |  |  |  |  |  |  |                            |  |  |  |
| | 10. Louis VII của Pháp         |  |  |  |  |  |  |  |  |                            |  |  |  |
| |                                |  |  |  |  |  |  |  |  |                            |  |  |  |
| |                                |  |  |  |  |  |  |  |  |                            |  |  |  |
| |                                |  |  |  |  |  |  |  |  |                            |  |  |  |
| | 5. Marie của Pháp              |  |  |  |  |  |  |  |  |                            |  |  |  |
| |                                |  |  |  |  |  |  |  |  |                            |  |  |  |
| |                                |  |  |  |  |  |  |  |  |                            |  |  |  |
| |                                |  |  |  |  |  |  |  |  |                            |  |  |  |
| | 11. Eleanor xứ Aquitaine       |  |  |  |  |  |  |  |  |                            |  |  |  |
| |                                |  |  |  |  |  |  |  |  |                            |  |  |  |
| |                                |  |  |  |  |  |  |  |  |                            |  |  |  |
| |                                |  |  |  |  |  |  |  |  |                            |  |  |  |
| | 1. Thibaut I của Navarra       |  |  |  |  |  |  |  |  |                            |  |  |  |
| |                                |  |  |  |  |  |  |  |  |                            |  |  |  |
| |                                |  |  |  |  |  |  |  |  |                            |  |  |  |
| |                                |  |  |  |  |  |  |  |  |                            |  |  |  |
| | 12. García Ramírez của Navarra |  |  |  |  |  |  |  |  |                            |  |  |  |
| |                                |  |  |  |  |  |  |  |  |                            |  |  |  |
| |                                |  |  |  |  |  |  |  |  |                            |  |  |  |
| |                                |  |  |  |  |  |  |  |  |                            |  |  |  |
| | 6. Sancho VI của Navarra       |  |  |  |  |  |  |  |  |                            |  |  |  |
| |                                |  |  |  |  |  |  |  |  |                            |  |  |  |
| |                                |  |  |  |  |  |  |  |  |                            |  |  |  |
| |                                |  |  |  |  |  |  |  |  |                            |  |  |  |
| | 13. Marguerite de L'Aigle      |  |  |  |  |  |  |  |  |                            |  |  |  |
| |                                |  |  |  |  |  |  |  |  |                            |  |  |  |
| |                                |  |  |  |  |  |  |  |  |                            |  |  |  |
| |                                |  |  |  |  |  |  |  |  |                            |  |  |  |
| | 3. Blanche của Navarra         |  |  |  |  |  |  |  |  |                            |  |  |  |
| |                                |  |  |  |  |  |  |  |  |                            |  |  |  |
| |                                |  |  |  |  |  |  |  |  |                            |  |  |  |
| |                                |  |  |  |  |  |  |  |  |                            |  |  |  |
| | 14. Alfonso VII của Castila    |  |  |  |  |  |  |  |  |                            |  |  |  |
| |                                |  |  |  |  |  |  |  |  |                            |  |  |  |
| |                                |  |  |  |  |  |  |  |  |                            |  |  |  |
| |                                |  |  |  |  |  |  |  |  |                            |  |  |  |
| | 7. Sancha của Castila          |  |  |  |  |  |  |  |  |                            |  |  |  |
| |                                |  |  |  |  |  |  |  |  |                            |  |  |  |
| |                                |  |  |  |  |  |  |  |  |                            |  |  |  |
| |                                |  |  |  |  |  |  |  |  |                            |  |  |  |
| | 15. Berenguera xứ Barcelona    |  |  |  |  |  |  |  |  |                            |  |  |  |
| |                                |  |  |  |  |  |  |  |  |                            |  |  |  |
| |                                |  |  |  |  |  |  |  |  |                            |  |  |  |